# Gunnbjørns Fjeld
A Gunnbjørns Fjeld (vagy Hvitserk) Grönland legmagasabb hegye, a jégtakaró fölé magasodó 3693 méteres nunatak. Az északi sarkkör felett, Grönland keleti partjától mintegy 60 km-re található.

## Nevének eredete
Gunnbjörn Ulfssonról kapta a nevét, aki valamikor 876 és 932 között Norvégiából Izland felé hajózva eltérült; és valószínűleg első európaiként alkalma nyílt megpillantani Grönlandot.

## Földrajza
Grönland keleti partjától mintegy 60 km-re magasodik a Watkins-hegységben; 3693 métere az északi sarkkörön túli legmagasabb csúccsá teszi.

## Megmászása
Elsőként Augustine Cortauld, Jack Longland, Ebbe Munck, H.G. Wager és Laurence Wager mászta meg 1935. augusztus 16-án; elszigeteltsége miatt következőként 1971-ben, majd 1987-ben mászták meg; azóta több mint 30 expedíció végződött sikeresen.